# Platyurus
Platyurus är ett släkte av skalbaggar. Platyurus ingår i familjen vivlar.
Kladogram enligt Catalogue of Life:
| Platyurus | \| \| Platyurus brevicornis \| \| \| \| |
|           | \| \| Platyurus brevicornis \| \| \| \| |
|           | Platyurus brevicornis                   |
|           |                                         |